# 白沙场镇
白沙场镇，原为双沙镇，是中华人民共和国四川省泸州市古蔺县下辖的一个乡镇级行政单位。2024年11月，双沙镇更名为白沙场镇。

## 行政区划
白沙场镇下辖以下地区：
白沙街社区、普庆村、陈坪村、德安村、红光村、红沙村、河屯村、寨坪村、白马村、龙升村、晓堡村、白沙村、星光村、东山村、万寿村和庆丰村。

## 中国传统村落
2013年8月，白沙社区（现白沙街社区）被评为第二批中国传统村落。